# Aelurillus improvisus
Aelurillus improvisus là một loài nhện trong họ Salticidae.
Loài này thuộc chi Aelurillus. Aelurillus improvisus được Azarkina miêu tả năm 2002.